# Hans Ekvall
Hans Ekvall, född 5 januari 1918 i Nora, död 30 augusti 2004 i Stockholm, var en svensk målare och grafiker.
Han var son till handlaren Johan Alexius Ekvall och Elin Person samt 1949–1983 gift med Gun Johnson (1913–1991).
Ekvall studerade för Isaac Grünewald 1943–1945 och för André Lhote i Paris 1949 samt under studieresor till Frankrike och Italien. Separat ställde han ut i Nora och tillsammans med Nils Apelman-Öberg på Galleri Acté i Stockholm samt i en rad samlingsutställningar. Hans konst består av stilleben, figursaker och landskap i en dov och ganska tung färgskala och träsnitt. Ekvall är representerad vid Moderna museet och Örebro läns landsting.